# رد هیل (قلمرو پایتختی استرالیا)
رد هیل (به انگلیسی: Red Hill) یک حومه شهر در استرالیا است که در قلمرو پایتختی استرالیا واقع شده‌است.